# 중앙도서관 (당진시)
중앙도서관은 충청남도 당진시에 있는 도서관이다.

## 연혁
- 2009년 5월 22일 개관

## 시설현황
- 5층: 사무실, 평생교육실, 영상강의실, 컴퓨터교육실, 기타공용시설
- 4층: 멀티미디어 & 정기간행물실, 자유학습실
- 3층: 종합자료실, 어문학자료실
- 2층: 어린이자료실, 장애인실, 서고, 기타시설
- 1층: 체력단련실, 주차장, 관람석, 기타공용시설
- 지하: 주차장, 수영장, 기타 공용

## 이용 안내
이용 시간
- 종합자료실, 어문학자료실: 평일 09:00 ~ 22:00 / 주말 09:00 ~ 18:00
- 어린이자료실, 장애인실, 디지털자료실: 매일 09:00 ~ 18:00
- 자유열람실: 매일 08:00 ~ 22:00

휴관일
- 매주 월요일 및 국경일
- 국가지정 공휴일(일요일 제외) - 공휴일이 일요일과 중복될 경우 휴관
- 기타 특별한 사유로 시장이 정하는 날